# Kungariket Valencia
Kungariket Valencia (på valencianska: Regne de València) var ett kristet kungadöme på östra kusten av Iberiska halvön och låg under kungadömet Aragonien. Då kungadömet Aragonien 1469/1479 försvann efter personalunionen med den kastilianska kronan, blev kungadömet Valencia en del av den spanska monarkin.

## Historik

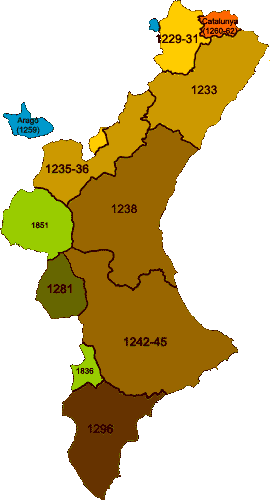
Åren för det kristna erövrandet av området.

Kungadömet Valencia uppstod formellt 1237 då den moriska taifan Valencia erövrades under reconquistan. Under sin existens hade kungadömet Valencia sina egna lagar och institutioner (Furs de València). Dessa gav dem ett brett självstyre både i Aragonien och i dess efterföljare Spanien. Självstyret och kungadömet avskaffades av Filip V av Spanien 1707, med resolutionen Decretos de Nueva Planta efter spanska tronföljdskriget. 
Gränserna och likheten med dagens spanska autonoma region, Valencia, är i hög grad baserade på det tidigare kungadömet.

## Språk
Kungadömets huvudsakliga språk var valencianska. Språket uppstod som en lokal variant av den katalanska som redan tidigare etablerats i Katalonien i norr, och utvecklingen mot ett eget språk kom möjligen först på 1500-talet, enligt andra betydligt tidigare. I samband med den kristna erövring av morernas Valencia, skedde en stor invandring av katalaner som kom att befolka den större delen av området. I inlandet skedde dock en invandring från Aragonien, vilket innebar att valencianskan aldrig kom att etableras i det området som idag är uteslutande spansktalande.